# Liste der Monuments historiques in Saint-Étienne-de-Brillouet
Die Liste der Monuments historiques in Saint-Étienne-de-Brillouet führt die Monuments historiques in der französischen Gemeinde Saint-Étienne-de-Brillouet auf.

## Liste der Bauwerke
| Bezeichnung             | Beschreibung                  | Standort | Kennzeichnung | Schutzstatus | Datum | Bild           |
| ----------------------- | ----------------------------- | -------- | ------------- | ------------ | ----- | -------------- |
| Commanderie de Féolette | Erbaut ab dem 12. Jahrhundert | (Lage)   | PA00132778    | Inscrit      | 1994  |                |
| Kirche St-Étienne       |                               | (Lage)   | PA00110231    | Inscrit      | 1981  | weitere Bilder |

## Liste der Objekte
- Monuments historiques (Objekte) in Saint-Étienne-de-Brillouet in der Base Palissy des französischen Kultusministeriums